# Rally Acrópolis de 2011
El Rally Acrópolis de 2011, oficialmente 57th Acropolis Rally, fue la 57.ª edición y la séptima ronda de la temporada 2011 del Campeonato Mundial de Rally. Se celebró en los alrededores de Loutraki, Corinthia del 17 al 19 de junio y contó con un itinerario de dieciocho tramos sobre tierra que sumaban un total de 348.80 km cronometrados. También fue la cuarta ronda del Campeonato Super 2000.
El ganador fue Sébastien Ogier que mantuvo un duelo con su compañero Sébastien Loeb al que al final aventajó en solo diez segundos. Tercero fue Mikko Hirvonen que terminó muy cerca de Loeb (3 segundos) y cuarto Petter Solberg que a pesar de su buen inicio de carrera quedó a 25 segundos del finlandés y a más de medio minuto del líder. El ganador del campeonato Super 2000 fue Juho Hänninen.

## Itinerario y ganadores
| Día                 | Tramo | Hora  | Tramo                      | Distancia | Ganador            | Tiempo  | Vel. media  | Líder rally     |
| ------------------- | ----- | ----- | -------------------------- | --------- | ------------------ | ------- | ----------- | --------------- |
| Día 1 (17 de junio) | SS1   | 9:08  | Thiva 1                    | 23.60 km  | Petter Solberg     | 16:39.9 | 84.97 km/h  | Petter Solberg  |
| Día 1 (17 de junio) | SS2   | 11:01 | Elatia                     | 39.10 km  | Petter Solberg     | 27:42.6 | 84.66 km/h  | Petter Solberg  |
| Día 1 (17 de junio) | SS3   | 13:39 | Eleftherohori              | 18.10 km  | Petter Solberg     | 11:20.6 | 95.74 km/h  | Petter Solberg  |
| Día 1 (17 de junio) | SS4   | 14:28 | Rengini                    | 11.88 km  | Petter Solberg     | 8:40.1  | 92.95 km/h  | Petter Solberg  |
| Día 1 (17 de junio) | SS5   | 16:15 | Thiva 2                    | 23.60 km  | Sébastien Ogier    | 16:39.5 | 85.00 km/h  | Petter Solberg  |
| Día 1 (17 de junio) | SS6   | 17:48 | Mavrolimni                 | 25.05 km  | Sébastien Loeb     | 18:18.5 | 82.09 km/h  | Petter Solberg  |
| Día 2 (18 de junio) | SS7   | 11:02 | Klenia Mycenae 1           | 17.41 km  | Sébastien Ogier    | 11:36.2 | 90.03 km/h  | Petter Solberg  |
| Día 2 (18 de junio) | SS8   | 12:05 | Ghymno 1                   | 26.28 km  | Sébastien Ogier    | 18:34.3 | 84.90 km/h  | Petter Solberg  |
| Día 2 (18 de junio) | SS9   | 13:20 | Kefalari 1                 | 18.40 km  | Sébastien Ogier    | 13:42.9 | 80.50 km/h  | Petter Solberg  |
| Día 2 (18 de junio) | SS10  | 16:20 | Klenia Mycenae 2           | 17.41 km  | Jari-Matti Latvala | 11:20.0 | 92.17 km/h  | Sébastien Ogier |
| Día 2 (18 de junio) | SS11  | 17:23 | Ghymno 2                   | 26.28 km  | Sébastien Loeb     | 18:11.6 | 86.67 km/h  | Sébastien Ogier |
| Día 2 (18 de junio) | SS12  | 18:38 | Kefalari 2                 | 18.40 km  | Sébastien Ogier    | 13:25.2 | 82.27 km/h  | Sébastien Ogier |
| Día 2 (18 de junio) | SS13  | 21:33 | Nea Politia                | 17.71 km  | Jari-Matti Latvala | 12:50.9 | 82.70 km/h  | Sébastien Loeb  |
| Día 3 (19 de junio) | SS14  | 9:03  | Aghii Theodori 1           | 19.42 km  | Jari-Matti Latvala | 12:49.5 | 90.85 km/h  | Sébastien Ogier |
| Día 3 (19 de junio) | SS15  | 9:34  | New Pissia 1               | 11.37 km  | Jari-Matti Latvala | 8:15.1  | 82.67 km/h  | Sébastien Loeb  |
| Día 3 (19 de junio) | SS16  | 12:05 | Aghii Theodori 2           | 19.42 km  | Mikko Hirvonen     | 12:33.7 | 92.76 km/h  | Sébastien Ogier |
| Día 3 (19 de junio) | SS17  | 12:36 | New Pissia 2               | 11.37 km  | Jari-Matti Latvala | 8:04.5  | 84.48 km/h  | Sébastien Ogier |
| Día 3 (19 de junio) | SS18  | 14:11 | New Loutraki (Power stage) | 4.00 km   | Sébastien Ogier    | 2:22.7  | 100.91 km/h | Sébastien Ogier |

### Power Stage
| Pos | Piloto          | Tiempo | Difer. | Veloc. media | Pintos |
| --- | --------------- | ------ | ------ | ------------ | ------ |
| 1   | Sébastien Ogier | 2:22.7 | 0.0    | 100.91 km/h  | 3      |
| 2   | Sébastien Loeb  | 2:22.7 | 0.0    | 100.91 km/h  | 2      |
| 3   | Mikko Hirvonen  | 2:23.1 | +0.4   | 100.63 km/h  | 1      |

## Clasificación final

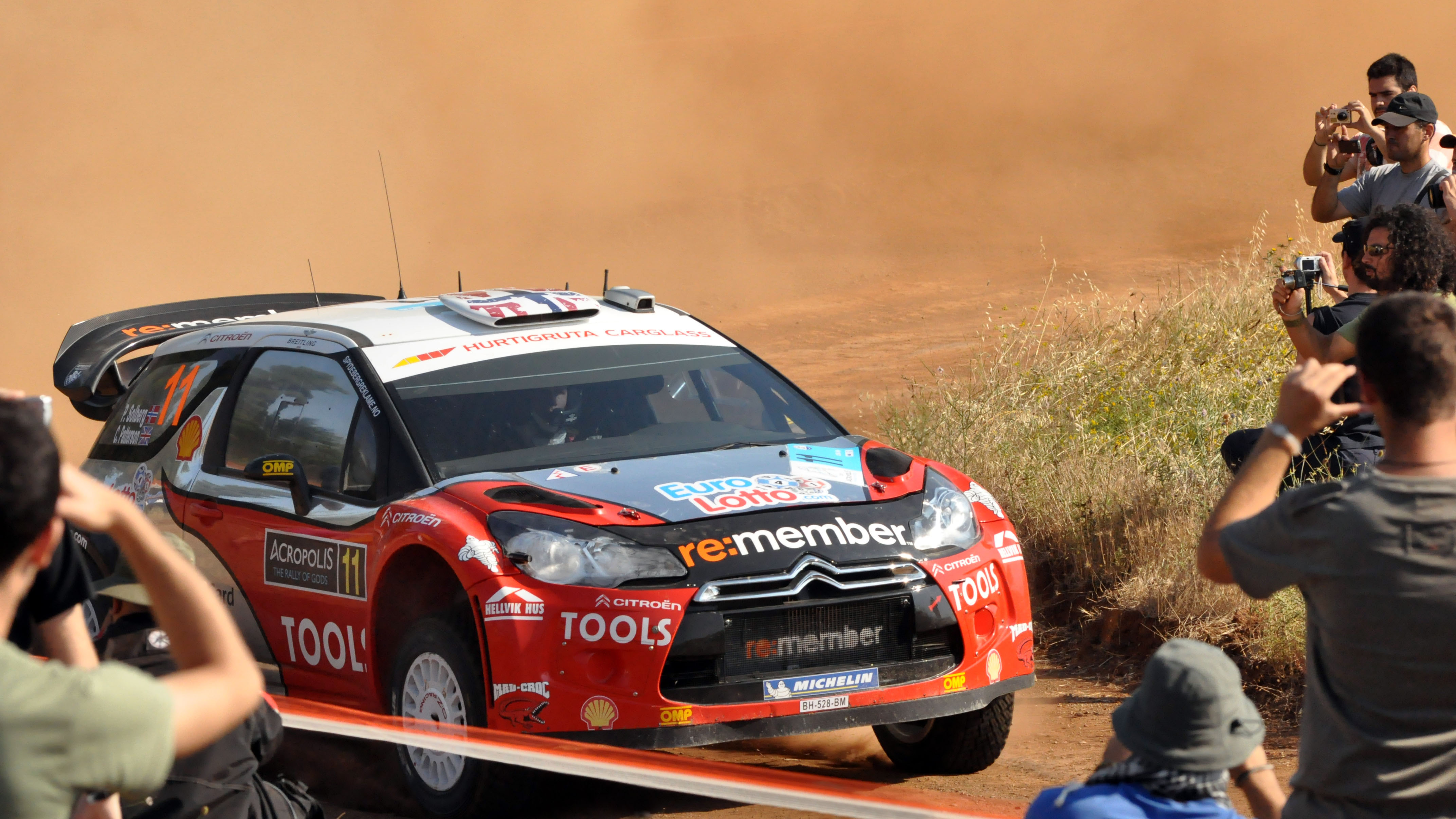
Petter Solberg comenzó liderando la carrera pero finalmente cayó a la cuarta plaza.

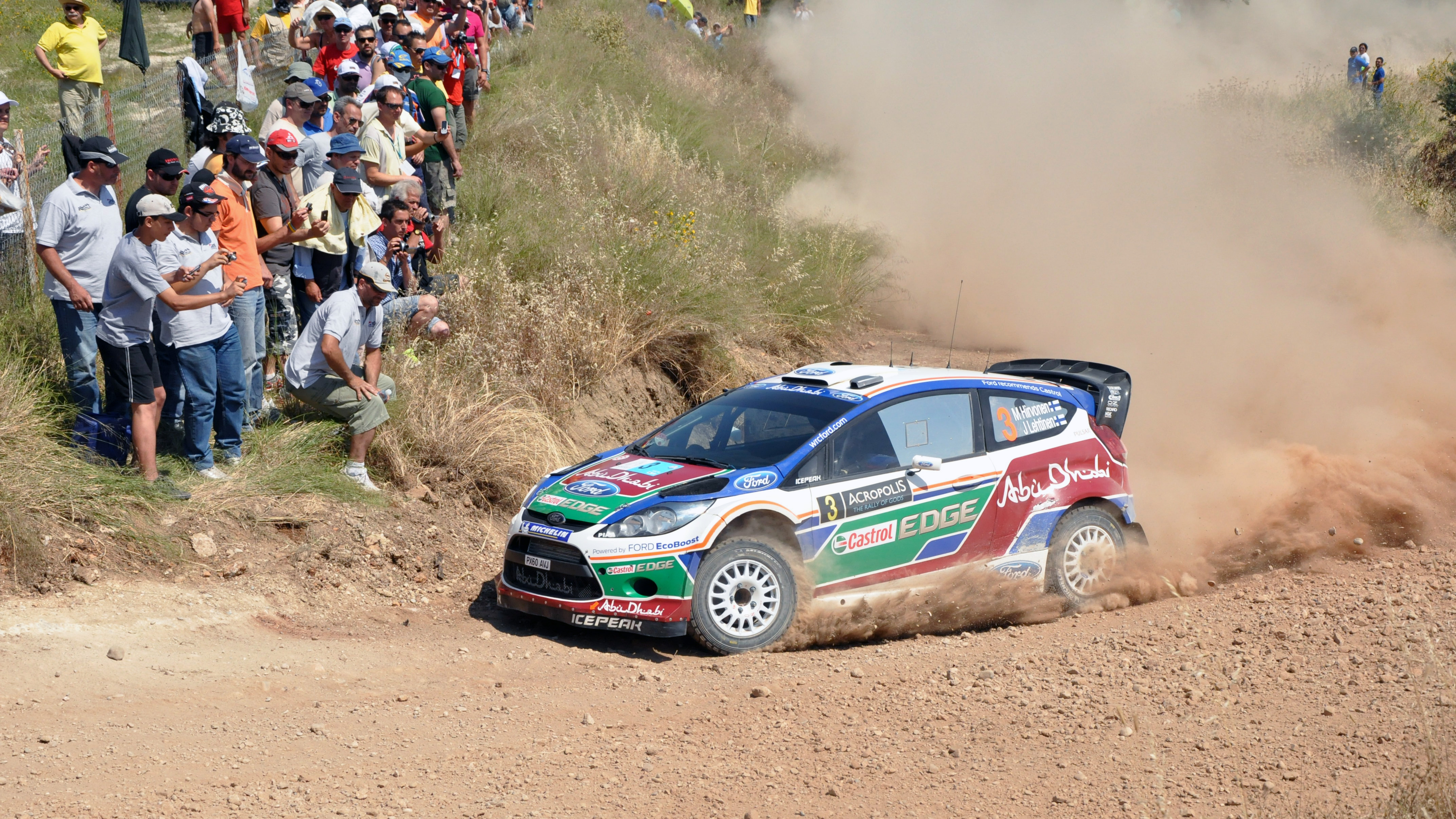
Mikko Hirvonen terminó a solo tres segundos de la segunda plaza.

| Pos.     | Piloto               | Copiloto             | Automóvil                 | Tiempo    | Diferencia | Puntos  |
| General  | General              | General              | General                   | General   | General    | General |
| -------- | -------------------- | -------------------- | ------------------------- | --------- | ---------- | ------- |
| 1.       | Sébastien Ogier      | Julien Ingrassia     | Citroën DS3 WRC           | 4:04:44.3 | 0.0        | 25+3    |
| 2.       | Sébastien Loeb       | Daniel Elena         | Citroën DS3 WRC           | 4:04:54.8 | 10.5       | 18+2    |
| 3.       | Mikko Hirvonen       | Jarmo Lehtinen       | Ford Fiesta RS WRC        | 4:04:57.8 | 13.5       | 15+1    |
| 4.       | Petter Solberg       | Chris Patterson      | Citroën DS3 WRC           | 4:05:23.1 | 38.8       | 12      |
| 5.       | Henning Solberg      | Ilka Minor           | Ford Fiesta RS WRC        | 4:10:09.0 | 5:24.7     | 10      |
| 6.       | Matthew Wilson       | Scott Martin         | Ford Fiesta RS WRC        | 4:11:39.0 | 6:54.7     | 8       |
| 7.       | Kimi Räikkönen       | Kaj Lindström        | Citroën DS3 WRC           | 4:13:13.7 | 8:29.4     | 6       |
| 8.       | Juho Hänninen        | Mikko Markkula       | Škoda Fabia S2000         | 4:16:19.0 | 11:34.7    | 4       |
| 9.       | Jari-Matti Latvala   | Miikka Anttila       | Ford Fiesta RS WRC        | 4:17:53.1 | 13:08.8    | 2       |
| 10.      | Dennis Kuipers       | Frédéric Miclotte    | Ford Fiesta RS WRC        | 4:19:54.4 | 15:10.1    | 1       |
| SWRC     |                      |                      |                           |           |            |         |
| 1. (8.)  | Juho Hänninen        | Mikko Markkula       | Škoda Fabia S2000         | 4:16:19.0 | 0.0        | 25      |
| 2. (11.) | Bernardo Sousa       | António Costa        | Ford Fiesta S2000         | 4:21:13.6 | 4:54.6     | 18      |
| 3. (13.) | Frigyes Turán        | Gábor Zsiros         | Ford Fiesta S2000         | 4:22:36.3 | 6:17.3     | 15      |
| 4. (14.) | Hermann Gassner, Jr. | Kathi Wüstenhagen    | Škoda Fabia S2000         | 4:23:27.7 | 7:08.7     | 12      |
| 5. (15.) | Martin Prokop        | Jan Tománek          | Ford Fiesta S2000         | 4:25:17.4 | 8:58.4     | 10      |
| 6. (16.) | Nasser Al-Attiyah    | Giovanni Bernacchini | Ford Fiesta S2000         | 4:26:23.9 | 10:04.9    | 8       |
| 7. (18.) | Eyvind Brynildsen    | Cato Menkerud        | Škoda Fabia S2000         | 4:37:41.5 | 21:22.5    | 6       |
| 8. (23.) | Karl Kruuda          | Martin Järveoja      | Škoda Fabia S2000         | 5:06:22.1 | 50:03.1    | 4       |
| 9. (24.) | Albert Llovera       | Diego Vallejo        | Abarth Grande Punto S2000 | 5:10:50.5 | 54:31.5    | 2       |